# Weidenblättrige Sumpf-Schafgarbe
Die Weidenblättrige Sumpf-Schafgarbe (Achillea salicifolia) überdauert den Winter in der schützenden Krautschicht oder mit Hilfe ihrer unterirdischen Ausläufer. Sie wird von Insekten bestäubt. Ihre Früchte sind selbstausbreitend (zum Beispiel durch Schüttelwirkung) oder schwimmfähig wasserausgebreitet.

## Erkennungsmerkmale
Die Weidenblättrige Sumpf-Schafgarbe blüht im Juli und August. Sie bildet wie auch Achillea ptarmica linealisch lanzettliche Blätter aus. Diese sind jedoch zumindest in der oberen Hälfte des Stängels mit einigen auffälligen Harzdrüsen in Form von vertieften Punkten versehen. An beiden Seiten befinden sich zudem angedrückte, kurze  Haare. Die Blätter sind matt graugrün gefärbt und doppelt gezähnt. Sie werden etwa 5 bis 10 mm breit. Es werden zumeist 6 bis 8 weiße Zungenblüten ausgebildet, die kürzer als die etwa 11 mm breiten Blütenköpfe sind.
Die Chromosomenzahl beträgt 2n = 18.

## Vorkommen und Standortansprüche

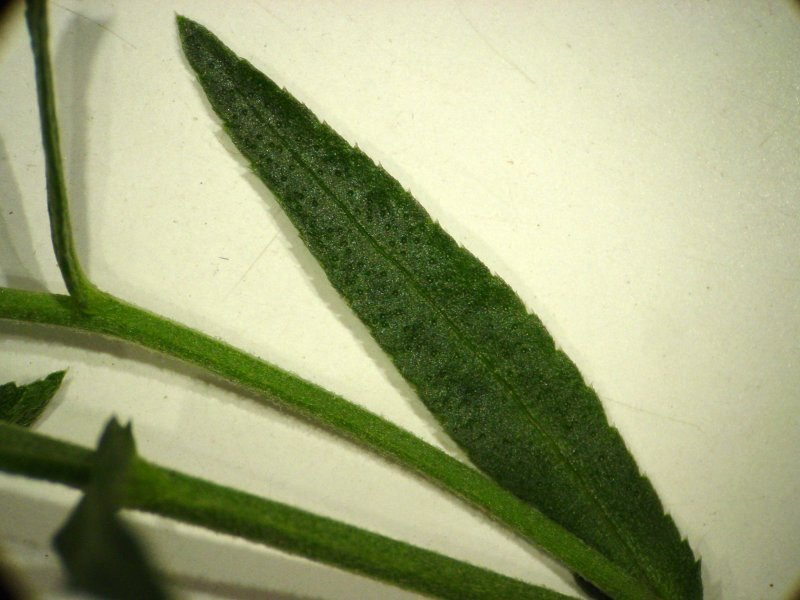
Detailaufnahme eines Blattes mit Harzdrüsen

Die Weidenblättrige Sumpf-Schafgarbe hat ihr Hauptvorkommen in Feuchtwiesen und nassen Uferstaudenfluren. In Deutschland kommt sie nur zerstreut in Brandenburg entlang der unteren Havel und an der Oder vor. Einige wenige Bestände sind auch in Nord- und Ost-Mecklenburg gesichtet worden, obgleich diese mehr oder minder unbeständig sind. Ihr Areal erstreckt sich über Ost-Europa bis nach Asien. In Ost-Deutschland ist ihre Arealgrenze, obgleich sich diese in den letzten Jahrzehnten weiter westwärts ausgedehnt haben soll. Ihr südlichstes Vorkommen wurde in der Türkei beobachtet. Achillea salicifolia ist die Kennart des Verbandes  Filipendulo-Petasition. Es handelt sich um eine Feuchteliebende Art, die auch einen schwachen Salzgehalt ertragen kann.

## Taxonomie
Die Weidenblättrige Sumpf-Schafgarbe (Achillea salicifolia Bess.) hat das Synonym Achillea cartilaginea Ledeb.